# Vicomté de Vesoul
La Vicomté de Vesoul était une seigneurie féodale du nord du comté de Bourgogne (Franche-Comté) qui exista du Xe siècle au XIVe siècle, remplaçant le comté de Port (Port-sur-Saône), l'un des comtés créés par les Burgondes au Ve siècle dans l'est de la France actuelle.

## Histoire
Les Burgondes avaient créé huit comtés dans l'actuelle Bourgogne-Franche-Comté : de Sens, Autun, Auxerre, Troyes, Port-sur-Saône (Portois), Baume-les-Dames (Varais), Salins (Escuns) et Dole (Amaous).
Vers le Ve siècle, le pagus Portuensis, l'un des pagis de la Bourgogne franque, est créé à Port-Abucin (Port-sur-Saône), cité romaine située sur la Saône. Ce pagus, circonscription carolingienne, sera par la suite appelé comté de Port avec toujours pour capitale Port-Abucin. Après la destruction de Port lors des invasions normandes, les comtes décident de s'installer sur le site stratégique de la Motte de Vesoul à une dizaine de kilomètres au sud-est.
En 870, lors du partage de la Lotharingie, Louis II de Germanie obtint les comtés de Port, Varais (siège à Baume-les-Dames) et Amaous (siège à Dole).
En 982 est créé le comté de Bourgogne. Le comte de Bourgogne Othon-Guillaume voulut être seul comte sur ces terres et fit convertir les différents comtés héritiers des pagis bourguignons en vicomtés afin d'uniquement conserver le comté de Bourgogne ; c'est pourquoi on parle de la vicomté de Vesoul à partir du XIe siècle.
En 1332, le comté de Bourgogne est divisée en 2 bailliages : Amont (nord) et Aval (sud). Le premier correspondait approximativement à la Vicomté de Vesoul et à une partie nord de celles de Varais et Amaous et le second bailliage au reste du comté avec un siège initial à Montmorot puis à Lons. Le bailliage d'Amont avait son siège à Vesoul. Ces structures administratives et judiciaires subsistèrent jusqu'à la Révolution.

## Vicomtes
Les vicomtes de Vesoul étaient capitaines du château de la Motte.